# 圖馬拉河
圖馬拉河是俄羅斯的河流，屬於阿爾丹河的右支流，由薩哈共和國負責管轄，河道全長236公里，流域面積約10,300平方公里，河水主要來自融雪和雨水。